# Freak (canción de Lana Del Rey)
«Freak» es una canción grabada por la cantante y compositora estadounidense Lana Del Rey perteneciente a su cuarto álbum de estudio, Honeymoon. Compuesta por Del Rey y Rick Nowels. Fue lanzada como el tercer sencillo del álbum el 9 de febrero de 2016. El video de una duración de 11 minutos tuvo una premier en el Wiltern Theatre de Los Ángeles, California. Posteriormente el video fue publicado en la plataforma Vevo. 

## Antecedentes
Del Rey debutó un avance de la canción junto con los avances de «Terrence Loves You» y «Music to Watch Boys To» en el The Honeymoon Sampler, el cual precedió al lanzamiento del álbum en Estados Unidos por diez días. El 25 de enero de 2016, Lana Del Rey anunció en su cuenta de Instagram que protagonizaría el videoclip junto a Father John Misty y «Las chicas de 'Music to Watch Boys To'». El también artista Father John Misty reveló que él había grabado ese video supuestamente «para otra cosa» lo que hace suponer que pudo haber sido un video más del anterior trabajo discográfico de Lana Del Rey, Ultraviolence.